# Élection présidentielle islandaise de 1992
Une élection présidentielle devait avoir lieu en 1992 en Islande. Néanmoins, face à l'absence de concurrent, la  Présidente élue en 1980, Vigdís Finnbogadóttir, a été reconduite sans élection pour la seconde fois, pour un quatrième mandat.